# Chrislain Cairo
Chrislain Cairo, né le 18 août 1991 à Saint-Claude en Guadeloupe, est un joueur français de basket-ball. Il évolue au poste de pivot.

## Clubs
- 2009-2010 :  Olympique d'Antibes (Pro B)
- 2010-2012 :  BCM Gravelines-Dunkerque (Pro A)
- 2012-2013 :  AS Denain-Voltaire (Pro B)
- 2013-2014 :  SPO Rouen (Pro B)
- 2014-2015 :  Lille MBC (Pro B)
- 2015-2016 :  ESSM Le Portel (Pro B)
- 2016-2018 :  BC Orchies (Nationale 1) [1] (NM1)

## Palmarès
- Vice-champion d'Europe juniors : 2009
- Vainqueur de la Semaine des As : 2011
- Vainqueur du Trophée du futur : 2012